# De Havilland Hornet Moth
de Havilland Hornet Moth var ett brittiskt privat- skolflygplan.
DH 87 Hornet Moth var en utveckling av den civila Leopard Moth som togs fram som en ersättare till skolflygplanet de Havilland Tiger Moth.
Första prototypflygplanet flög 9 maj 1934 ovanför Hatfield, tillsammans med ytterligare två prototypflygplan genomfördes ett omfattande testflygningsprogram för att hitta brister innan serieproduktionen inleddes av DH 87A. Det visade sig att flygplanet var svårt att landa och att landningen övergick i en stall varför man gjorde en modifiering av vingen. År 1936 erbjöd sig de Havilland att modifiera tidigare levererade flygplan med den nya vingen. 
Ett antal flygplan såldes till Kanada där de försågs med flottörer från Fairchild, totalt tillverkades 164 flygplan. Under andra världskriget kom flera flygplan att rekvireras av Royal Air Force (RAF) som använde typen som sambandsflygplan. 
Flygplanet var dubbeldäckat med fast hjullandställ och en sporrfjäder under fenan. Pilot och passagerare satt bredvid varandra i förarkabinen.

## Varianter
- DH 87 Hornet Moth – prototypflygplan
- DH 87A Hornet Moth – Serieproducerade flygplan
- DH 87B Hornet Moth – Serieproducerade flygplan med modifierad vinge